# لوتز رافائل
لوتز رافائل (انگلیسی: Lutz Raphael؛ زادهٔ ۱۲ سپتامبر ۱۹۵۵) تاریخ‌نگار و استاد دانشگاه متولد اسن اهل آلمان است.

## زندگی
لوتز رافائل در اسن متولد شد. وی بین سالهای ۱۹۷۴ و ۱۹۸۴ در تاریخ، مطالعات رمانتیک، فلسفه و جامعه‌شناسی در مونستر و پاریس تحصیل کرد. در مونتستر بود که وی دکترای در مورد استراتژی‌های اتحادیه معاملات احزاب کمونیست در ایتالیا و فرانسه دریافت کرد. بین سالهای ۱۹۸۷ و ۱۹۹۶ به عنوان دستیار تحقیقات دانشگاهی در TU Darmstadt مشغول به کار شد.
رافائل بین سالهای ۲۰۰۷ تا ۲۰۱۳ به عنوان عضو شورای علوم و علوم آلمان خدمت کرد. وی در سال ۲۰۱۳ برنده جایزه لایبنیتس شد. از سال ۲۰۱۴ عضو آکادمی علوم و ادبیات ماینز مستقر بود.